# Andrea Consigli
Andrea Consigli (Milão, 27 de janeiro de 1987) é um futebolista profissional italiano, goleiro. Atualmente defende o Unione Sportiva Sassuolo Calcio.

## Carreira
Militou muito tempo na Atalanta B.C.. Atualmente defende o Unione Sportiva Sassuolo Calcio.

## Seleção
Consigli representou a Seleção Italiana de Futebol, nas Olimpíadas de 2008. 